# Maria Teresa Fasce
Maria Teresa Fasce (Torriglia, 27 dicembre 1881 – Cascia, 18 gennaio 1947) è stata una religiosa italiana, monaca agostiniana e badessa del monastero di Cascia. È stata beatificata da papa Giovanni Paolo II nel 1997.

## Biografia

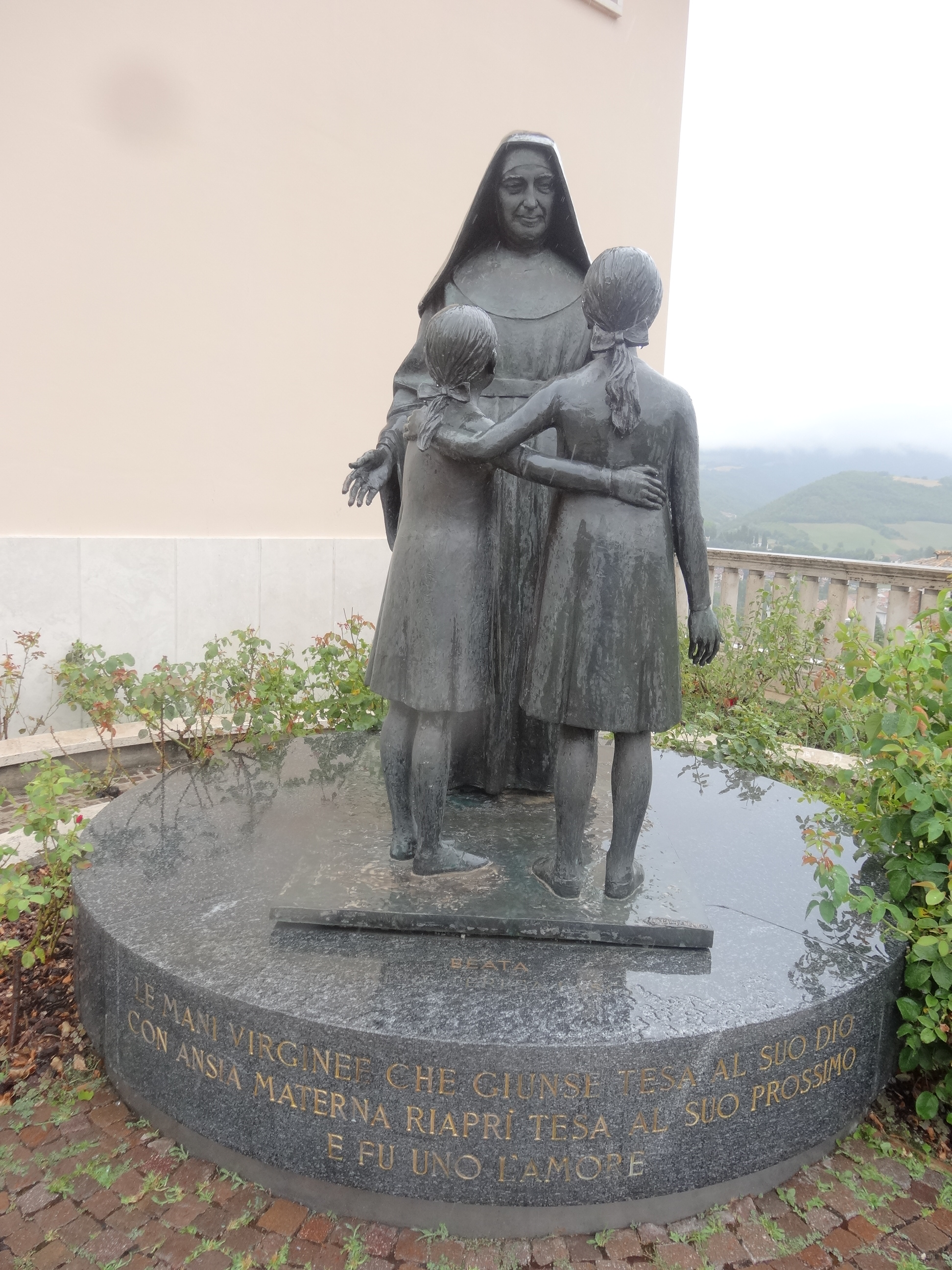
Monumento alla Madre Teresa, Maria Giovanna Fasce (Cascia)

Nacque da una famiglia borghese di Torriglia, paese dell'alta val Trebbia in provincia di Genova, crescendo assieme ai sette fratelli e sorelle con un forte insegnamento della dottrina religiosa cattolica tanto che tutte le figlie decisero di comunicare ai genitori le proprie vocazioni alla vita monastica. La famiglia si mostrò però subito contraria a tali vocazioni e solo Maria Teresa riuscirà, forse per la sua tenacia, a intraprendere effettivamente la vita religiosa. Devota a santa Rita da Cascia richiese espressivamente ai genitori l'entrata nel monastero agostiniano del paese umbro di Cascia, dove visse e morì la santa ma, per la notevole distanza tra Genova, dove nel frattempo la famiglia si era trasferita in piazza Colombo, e il monastero umbro, trovò nuovamente la ferma opposizione della famiglia che avrebbe preferito far entrare Maria Teresa nel monastero agostiniano di Savona certamente più vicino al paese natio.
Convinta la famiglia a lasciarla partire per Cascia, trovò però inaspettatamente il rifiuto delle stesse monache del monastero umbro le quali non capivano come una giovane borghese genovese avrebbe potuto adattarsi alla vita monastica, in una piccola realtà locale come l'allora paese di Cascia. Maria Teresa riuscì comunque ad entrare nel desiderato monastero agostiniano il 22 giugno del 1906, prendendo i voti religiosi nel dicembre 1907. Nel monastero lei trovò però un forte clima di "aridità spirituale", con sette consorelle di Macerata che quasi costrinsero Maria Teresa a lasciare il convento nel 1910 per una pausa di riflessione.
Rientrata nella sua famiglia a Genova decise nuovamente di fare ritorno a Cascia nel 1911 e di risolvere i conflitti interni con le sorelle del monastero; il 17 luglio del 1914 verrà nominata maestra delle novizie e il 1º agosto del 1917 vicaria della badessa del monastero di Cascia. Il 12 agosto 1920 fu eletta badessa dello stesso monastero che guiderà con fermezza fino al 1947, anno della sua morte. Durante il suo operato spirituale diffuse ampiamente il culto religioso verso santa Rita fondando, tra l'altro, nel 1923 il periodico "Dalle api alle rose" ancora oggi pubblicato. Proprio per la Santa promuove pellegrinaggi verso Cascia tanto che si prodigò alla costruzione di un santuario per accogliere i pellegrini e i fedeli. L'edificazione per la nuova chiesa di Santa Rita, poi elevata a basilica minore, trovò però diversi ostacoli burocratici, oltre ad un elevato sacrificio monetario per la costruzione, ma l'opera fu ultimata nel maggio del 1947, quattro mesi dopo la morte di Maria Teresa avvenuta il 18 gennaio: il corpo riposa nella basilica inferiore di Santa Rita da Cascia.
La salute di Maria Teresa fu costellata da diverse malattie quali l'asma, il diabete di tipo 2, problemi cardiaci e di circolazione che le impedirono negli ultimi anni di camminare. Per ventisette anni dovette inoltre convivere con un tumore al seno; ancora oggi è invocata dai credenti per guarire da tal male.

## Culto
Il 12 ottobre del 1997 è stata proclamata beata dal pontefice Giovanni Paolo II.
La Chiesa cattolica la ricorda il 18 gennaio.
(Martirologio Romano)